# Dorzano
Dorzano là một đô thị ở tỉnh Biella vùng Piedmont của nước Ý, có vị trí cách khoảng 50 km về phía đông bắc của of Torino và khoảng 20 km về phía nam của of Biella. Tại thời điểm ngày 31 tháng 12 năm 2004, đô thị này có dân số 493 người và diện tích là 4,8 km².
Dorzano giáp các đô thị: Cavaglià, Roppolo, Salussola.